# 霍司富
湛利恩的霍司富男爵（英語： PC；1954年10月16日—）是英國的一位金融家和政治人物，他曾經在1983年至1997年擔任斯特靈選區選出的英國眾議院議員，並且曾在1995年至1997年在梅傑內閣中擔任蘇格蘭大臣。他在1997年被授予爵位，並在1999年成為英國樞密院成員。

## 外部連結
- Hansard 1803–2005: Michael Forsyth在國會中的貢獻
- Tax Reform Commission （页面存档备份，存于）